# Saison 2017 des Mariners de Seattle
La saison 2017 des Mariners de Seattle est la 41e saison en Ligue majeure de baseball pour cette franchise.
Les Mariners prolongent à 16 la plus longue série de saisons en cours dans les majeures sans atteindre les séries éliminatoires. Ils perdent 8 matchs de plus qu'en 2016 et glissent de la 2e à la 3e place de la division Ouest de la Ligue américaine avec une fiche de 78 victoires et 84 défaites.

## Saison régulière
La saison régulière de 162 matchs des Mariners débute le 3 avril 2017 par une visite aux Astros de Houston et se termine le 1er octobre suivant. Le premier match local de la saison au Safeco Field de Seattle est joué contre les Astros le 10 avril.

### Classement
| Ligue américaine division Ouest | V   | D  | %    | Diff. | Diff. (séries) |
| ------------------------------- | --- | -- | ---- | ----- | -------------- |
| Astros de Houston               | 101 | 61 | ,623 | -     | -              |
| Angels de Los Angeles           | 80  | 82 | ,494 | 21    | 5              |
| Mariners de Seattle             | 78  | 84 | ,481 | 23    | 7              |
| Rangers du Texas                | 78  | 84 | ,481 | 23    | 7              |
| Athletics d'Oakland             | 75  | 87 | ,463 | 26    | 10             |